# Base d'aéronautique navale de Cát Lái
La Base d'aéronautique navale de Cát Lái (ou BAN Cát Lái) est une ancienne base d'aéronautique navale de la Marine nationale française, qui fut active de 1931 à 1953 à Cát Lái, en Indochine française (de nos jours, le Viêt Nam). 

## Historique